# Vuitanta-cinc
El vuitanta-cinc o huitanta-cinc és un nombre natural que segueix el vuitanta-quatre i precedeix el vuitanta-sis. S'escriu 85 o LXXXV segons el sistema de numeració emprat.

## En altres dominis
- És el nombre atòmic de l'àstat.
- Designa l'any 85 i el 85 aC.
- És el cinquè nombre de Smith.